# Инталия

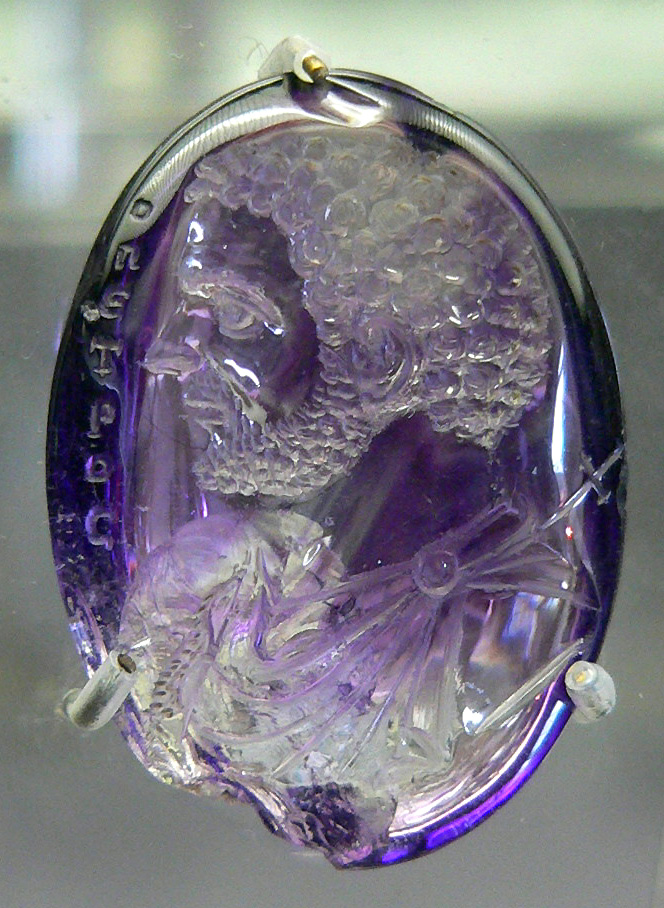
Инталия. Изображение императора Каракаллы на аметисте

Инта́лия (инта́лья, от итал. intaglio — врезание) — разновидность геммы, ювелирное изделие или украшение, выполненное в технике углублённого рельефа (контррельефа) на драгоценных или полудрагоценных камнях или на стекле, в противоположность камеe, которая выполняется в технике выпуклого рельефа. Итальянский термин «интальо» родственен понятию «интарсия».
Техника инталий часто применяется для изготовления печатей, оттиск с которых выглядит выпуклым. Поэтому многие инталии, включая античные, использовались и в последующие века в качестве печатей, их монтировали в перстни-печатки.